# 島根県道199号西出雲停車場線
島根県道199号西出雲停車場線（しまねけんどう199ごう にしいずもていしゃじょうせん）は、島根県出雲市を通る一般県道である。

## 概要
JR西日本山陰本線 西出雲駅から島根県道337号出雲インター線交点に至る。
もともとは島根県道199号知井宮停車場線だったが、1993年（平成5年）3月18日に知井宮駅が西出雲駅に改称したことを受けて1995年（平成7年）に改称した。さらに2000年（平成12年）には島根県道337号出雲インター線が認定されたことによりそれまでJR西日本山陰本線 西出雲駅前広場 - 出雲市神西沖町・大島交差点（国道9号・国道431号交点）までだった路線が大幅に短縮され、現行の区間になった。
2021年（令和3年）現在、設置場所が確保できないため島根県道199号の道路標識は設置されておらず、西出雲駅北口広場入口に起点を示す小さな距離標があるのみ。
路線の両端を通称「旧国道」と呼ばれる島根県道277号多伎江南出雲線で直線上に挟まれているため、近隣住民にもその存在はほとんど知られていないほど認知度の低い路線となっている。

### 路線データ
- 起点：出雲市知井宮町（JR西日本山陰本線 西出雲駅前、島根県道277号多伎江南出雲線上）
- 終点：出雲市東神西町（東神西交差点、島根県道277号多伎江南出雲線上、島根県道337号出雲インター線交点）
- 総延長：334.1 m
- 見取図：https://scr.wagmap.jp/shimane/pict/dourodaicyou/PDF/05/3186/05_2032_3186_1_0_001.pdf

## 歴史
- 1995年（平成7年） - 路線認定。

前身は島根県道199号知井宮停車場線。

## 路線状況

### 重複区間
- 島根県道277号多伎江南出雲線（出雲市知井宮町 - 出雲市東神西町・東神西交差点（全線））

## 地理

### 通過する自治体
- 出雲市

### 交差する道路
| 交差する道路                                                         | 交差する場所 | 交差する場所        |
| -------------------------------------------------------------------- | ------------ | ------------------- |
| 島根県道277号多伎江南出雲線 重複区間起点                             | 知井宮町     | 起点                |
| 島根県道162号大社立久恵線                                            | 知井宮町     | 栄丁交差点          |
| 島根県道277号多伎江南出雲線 重複区間終点 島根県道337号出雲インター線 | 東神西町     | 東神西交差点 / 終点 |

### 沿線
- JR西日本山陰本線 西出雲駅
- 知井宮郵便局